# Nikolaj Burljaev
Nikolaj Petrovič Burljaev (Mosca, 3 agosto 1946) è un attore, regista e sceneggiatore russo. 
Già noto come attore bambino nei film di Andrej Tarkovskij, L'infanzia di Ivan (1962) e Andrej Rublëv (1966), ha una carriera importante nel cinema russo come protagonista di numerosi film, incluso Romanzo del tempo di guerra (1983), nominato all'Oscar come miglior film straniero.

## Biografia
Nikolaj Burljaev (Николай Бурляев, talora traslitterato Nikolai Burlyayev o Nikolay Burlyaev) nasce a Mosca nel 1946. È figlio d'arte, provenendo da una famiglia di attori. Comincia a recitare giovanissimo come attore bambino al cinema e in teatro. Nel 1962 è protagonista del cortometraggio Malchik i golub diretto da Andrey Konchalovskiy. Lo stesso Konchalovskiy lo consiglia a Andrej Tarkovskij il quale ne fa il protagonista del suo primo film L'infanzia di Ivan (1962). Il successo è straordinario. Entrambi i film vengono acclamati dalla critica e premiati alla Mostra internazionale d'arte cinematografica di Venezia. Burljaev si afferma come uno dei più talentosi attori bambini della storia del cinema russo.
Da allora la sua carriera non conosce interruzioni: tra il 1961 e il 1964 lavora al Teatro accademico di Mosca, per poi tornare nuovamente a recitare con Tarkovskij nel 1966 con un altro ruolo di primo piano in Andrej Rublëv. Nel 1967-1968 è al Teatro Lenkom (Teatro statale moscovita della Gioventù comunista leniniana). Nel 1968 si diploma in recitazione presso l'Istituto d'arte drammatica "Boris Ščukin" di Mosca e come regista nel 1975 presso il VGIK (Università statale pan-russa di cinematografia S. A. Gerasimov).
Si dedica sia alla carriera di attore (raggiungendo un totale di oltre 50 interpretazioni cinematografiche) sia all'attività di regista e sceneggiatore di 3 film. Nel 1983 è il protagonista in Romanzo del tempo di guerra (1983), nominato all'Oscar come miglior film straniero. Dagli anni novanta si consolida la sua reputazione nel cinema russo con una lunga serie di riconoscimenti e di incarichi di prestigio, grazie anche ai suoi legami sempre più stretti con la Chiesa russa ortodossa e con il Presidente Vladimir Putin. Hanno generato controversie a livello internazionale le sue nette prese di posizione contro gli omosessuali nel 2008 e nel 2014 a sostegno dell'intervento russo in Crimea e Ucraina.

## Vita privata
È stato sposato con l'attrice Natal'ja Bondarčuk, figlia di Sergej Bondarčuk. Il loro figlio, Ivan Burljaev, è musicista e compositore.

## Filmografia

### Attore
- Malčik i golub, regia di Andrey Končalovskij (1962) - cortometraggio
- L'infanzia di Ivan (Ivanovo detstvo), regia di Andrej Tarkovskij (1962)
- Bez stracha i uprëka, regia di Aleksandr Mitta (1963)
- Introduzione alla vita (Vstuplienie), regia di Igor' Talankin (1962)
- Metel', regia di Vladimir Basov (1965)
- Malčik i devočka, regia di Julij Fajt (1966)
- Andrej Rublëv, regia di Andrej Tarkovskij (1966)
- Geroj našego vremeni, regia di Stanislav Rostockij (1967)
- Služili dva tovarišča, regia di Evgenij Karelov (1969)
- Gol'fstrim, regia di Vladimir Dovgan (1969)
- Mama vyšla zamuž, regia di Vitalij Melnikov (1970)
- Semejnoe sčaste, regia di Andrej Ladynin, Aleksandr Šejn e Sergej Solov'ëv (1970)
- Kraža, regia di Aleksandr Gordon (1970)
- Maksim Maksimyč, regia di Stanislav Rostockij (1971)
- Risk, regia di Vasile Pescaru (1971)
- Legenda, regia di Sylwester Checiński (1971)
- Proverka na dorogach, regia di Aleksej German (1971)
- Stichove, regia di Margarit Nikolov (1972)
- Telegramma, regia di Rolan Bykov (1972)
- Phaethon: syn solnca, regia di Vasilij Livanov (1972) - cortometraggio (voce)
- Igrok, regia di Aleksej Batalov (1974)
- Under en steinhimmel, regia di Knut Andersen, Igor' Maslennikov e Stanislav Rostockij (1974)
- Ivan da Marija, regia di Boris Rycarev (1975)
- Vybor celi, regia di Igor' Talankin (1975)
- Tryn-trava, regia di Sergej Nikonenko (1976)
- Vsegda so mnoju, regia di Solomon Šuster (1976)
- Otpusk v sentjabre, regia di Vitalij Melnikov (1979) - film TV
- Babuški nadvoe skazali..., regia di Valerij Charčenko e Jurij Klebanov (1979) - film TV
- Oblomov, regia di Nikita Michalkov (1980)
- Malenkie tragedii, regia di Michail Švejcer (1980) - miniserie televisiva
- Kamila, regia di Muchtar Aga-Mirzaev (1980) - film TV
- Pečniki, regia di Viktor Chramov (1982) - film TV
- Živaja raduga, regia di Natal'ja Bondarčuk (1983)
- Romanzo del tempo di guerra (Voenno-polevoj roman), regia di Pëtr Todorovskij (1983)
- Večera na chutore bliz Dikanki, regia di Jurij Tkačenko (1983) - film TV
- Rakuška, regia di Ol'ga Rozovskaja (1983) - cortometraggio (voce)
- Čužaja žena i muž pod krovatju, regia di Vitalij Melnikov (1984) - film TV
- Kontrudar, regia di Vladimir Ševčenko (1985)
- Dolgaja pamjat', regia di Roman Viktjuk (1985)
- Detstvo Bembi, regia di Natal'ja Bondarčuk (1985)
- Lermontov, regia di Nikolaj Burljaev (1986)
- Junost' Bambi, regia di Natal'ja Bondarčuk (1987)
- Vysokaja krov', regia di Zygmunt Malanowicz e Viktor Turov (1989)
- Suvenir dlja prokurora, regia di Aleksandr Kosarev (1989)
- Pticam krylja ne v tjagost', regia di Boris Goroško (1989)
- Russkaja ruletka, regia di Valerij Čikov (1990)
- Gospodi, uslyš molitvu moju, regia di Natal'ja Bondarčuk (1991)
- Master i Margarita, regia di Jurij Kara (1994)
- Kakaja čudnaja igra, regia di Pëtr Todorovskij (1995)
- Admiral', regia di Andrej Kravčuk (2008)
- Gogol'. Bližjašij, regia di Natal'ja Bondarčuk (2009)

### Regista e sceneggiatore
- Pošechonskaja starina, regia di Natal'ja Bondarčuk, Nikolaj Burljaev e Igor Chuciev (1977)
- Lermontov, regia di Nikolaj Burljaev (1986)
- Vsë vperedi, regia di Nikolaj Burljaev (1990)

## Doppiatori italiani
- Massimo Giuliani in L'infanzia di Ivan, Andrej Rublëv